# Mykoła Solski
Mykoła Tarasowycz Solski, ukr. Микола Тарасович Сольський (ur. 22 maja 1979 w Rosochach) – ukraiński polityk, przedsiębiorca rolny i prawnik, deputowany, w latach 2022–2024 minister polityki rolnej i żywnościowej.

## Życiorys
Ukończył studia prawnicze na Lwowskim Uniwersytecie Narodowym im. Iwana Franki. Pracował jako prawnik, był dyrektorem generalnym i zastępcą dyrektora wykonawczego w firmach prawniczych. Współtworzył kilka przedsiębiorstw branży rolnej, m.in. w 2007 należał do założycieli holdingu UkrAhroChołdynh.
W wyborach parlamentarnych w 2019 z ramienia prezydenckiego ugrupowania Sługa Ludu uzyskał mandat posła do Rady Najwyższej IX kadencji. W parlamencie stanął na czele komisji do spraw polityki rolnej. W marcu 2022 dołączył do rządu Denysa Szmyhala jako minister polityki rolnej i żywnościowej.
W kwietniu 2024 podał się do dymisji z zajmowanego stanowiska po tym, jak został objęty postępowaniem w sprawie dotyczącej korupcji i działania w ramach zorganizowanej grupy przestępczej, do czego się nie przyznał. 25 kwietnia został tymczasowo aresztowany na podstawie decyzji sądu antykorupcyjnego. Zwolniono go następnego dnia po uiszczeniu poręczenia majątkowego w kwocie około 1,9 miliona dolarów. Parlament odwołał go z funkcji ministra w maju 2024.